# Вольфф, Тото
Торгер Кристиан (Тото) Вольфф (нем. Torger Christian „Toto“ Wolff , род. 12 января 1972 года, Вена) — австрийский инвестор, автогонщик, исполнительный директор автоспортивного подразделения Mercedes-Benz.

## Карьера гонщика
Вольфф начал гоночную карьеру в 1992 году в австрийской Формуле Форд, а в сезоне 1994 года перешёл в немецкую. В том же году стал победителем гонки 24 часа Нюрбургринга в своей категории. Сезон 2002 года Вольфф закончил на шестом месте в категории NGT и одержал одну победу в Чемпионате FIA-GT. В 2003 году Вольфф выиграл гонку в Италии в классе GT1. Вместе с Карлом Вендлингером выступал в 2004 году в чемпионате FIA-GT. В 2006 году Вольфф стал вице-чемпионом страны в чемпионате Австрии по ралли и победителем гонки 24 часа Дубая.
В апреле 2006 года на Северной петле Нюрбургринга за рулём Porsche 997 GT3 RSR Тото Вольфф установил новый рекорд круга для автомобилей без турбодвигателя. Он преодолел его за 7 минут 3 секунды.

## Предпринимательская деятельность
В 1998 году Тото Вольфф основал венчурную компанию Marchfifteen, а в 2004 году акционерное общество Marchsixteen Investments. Первоначальные инвестиции были ориентированы на интернет-компании и предприятия, которые занимались высокими технологиями. С 2003 года Вольфф увеличивает инвестиции в промышленные и листинговые компании. Текущие вложения направлены, среди прочего, на немецкое акционерное общество HWA, где до начала 2013 года в совете директоров Тото Вольфф был заместителем председателя и основателя компании AMG Ханса Вернера Ауфрехта. В 2007 году Вольфф вывел акции компании на биржу. HWA отвечает за гоночную программу концерна Mercedes-Benz в DTM, разрабатывает двигатели для Формулы 3 и конструирует суперкары Mercedes Benz SLS GT3. Другой объект инвестирования — BRR Rally Racing — один из крупнейших дилеров в раллийных сериях на территории Европы. Команда BRR, пилотом которой был бывший участник молодёжной программы Red Bull Андреас Айгнер, выиграла Чемпионат мира по ралли в классе Production в 2008 году, а вместе с Юхо Ханниненом в 2011 году BRR победила в чемпионате мира по ралли в классе Super 2000.
В дальнейшем Тото Вольфф с Микой Хаккиненом становится совладельцем спортивной компании, которая занималась продвижением молодых пилотов, таких как Бруно Спенглер, Александр Према и Валттери Боттас. В ноябре 2009 года Вольфф покупает часть пакета акций и входит в совет директоров британской команды Формулы-1 Williams. В феврале 2011 года Вольфф впервые вывел на биржу команду Формулы-1, ей стала Williams Grand Prix Holding PLC. 21 января 2013 года Тото Вольфф заменил Норберта Хауга на посту исполнительного директора автоспортивного подразделения Mercedes-Benz. С 2013 года Вольфф является исполнительным директором в совете директоров. Должность неисполнительного директора занимал Ники Лауда, при этом Вольфф является держателем трети акций Mercedes-Benz[уточнить].

## Личная жизнь
Тото Вольфф и его жена шотландская гонщица Сьюзи Вольфф живут в Эрматинге на Боденском озере в Швейцарии.